# Amitus fuscipennis
Amitus fuscipennis is een vliesvleugelig insect uit de familie van de Platygastridae. De wetenschappelijke naam van de soort is voor het eerst geldig gepubliceerd in 1978 door MacGown & Nebeker.